# 奇沃帕

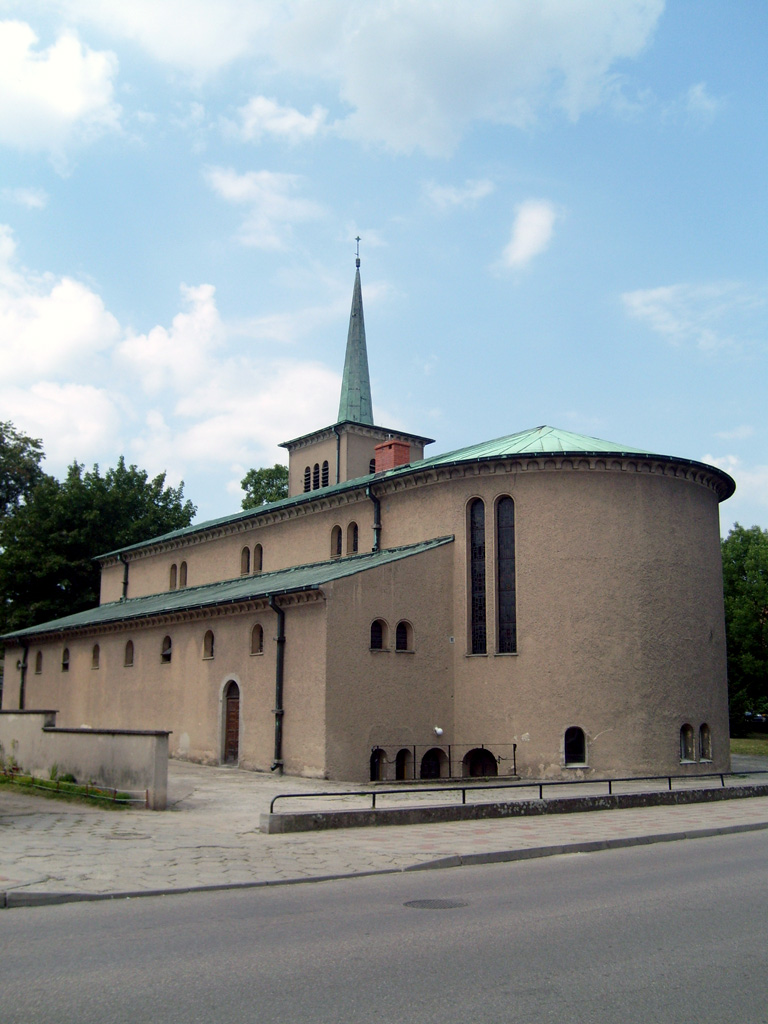

奇沃帕是波蘭的城鎮，位於該國西北部，由西波美拉尼亞省負責管轄，面積6.33平方公里，始建於十二世紀，海拔高度74米，2006年人口2,390。第二次世界大戰期間，納粹德國和蘇聯軍隊在1945年1月29日至2月3日該鎮附近發生戰鬥。

## 外部連結
- Jewish Community in Człopa（页面存档备份，存于） on Virtual Shtetl

53°05′N 16°08′E / 53.083°N 16.133°E